# Markel Starks
Anthony Markel Starks II (Accokeek, Maryland, 21 de febrero de 1991) es un jugador de baloncesto estadounidense que pertenece a la plantilla del Büyükçekmece Basketbol de la BSL turca. Con 1,88 metros de estatura, juega en la posición de base.

## Trayectoria deportiva

### Universidad
Jugó durante cuatro temporadas con los Hoyas de la Universidad de Georgetown, en las que promedió 9,9 puntos, 1,6 rebotes, 2,4 asistencias y 0,8 robos de balón por partido. Fue incluido en el mejor quinteto de la Big East Conference en 2014, y en el tercero en 2013.

### Profesional
Tras no ser elegido en el Draft de la NBA de 2014, jugó con los Detroit Pistons y los Minnesota Timberwolves las Ligas de Verano de la NBA, promediando en cuatro partidos 4,2 puntos y 2,5 asistencias. El 30 de julio de 2014 fichó por el Basket Ferentino de la Serie A2 italiana. Allí jugó una temporada en la que promedió 14,7 puntos y 4,0 asistencias por partido.
El 12 de agosto de 2015 fichó por los Cairns Taipans de la NBL Australia. Disputó 26 partidos, en los que promedió 12,5 puntos y 2,3 asistencias. El 25 de febrero de 2016 fichó por el Vanoli Cremona, regresando a Italia, en esta ocasión para jugar en la Serie A. Acabó la temporada promediando 8,2 puntos y 1,9 asistencias por partido.
El 9 de septiembre de 2016 fichó por un mes con opción a una temporada por el Skyliners Frankfurt de la Basketball Bundesliga, pero tras disputar la Copa Intercontinental FIBA 2016 y cuatro partidos de liga, no fue renovado.
El 22 de diciembre de 2016 fichó por el Koroivos B.C. griego.
Tras dos temporadas en las filas del BC Avtodor Saratov de la Superliga de baloncesto de Rusia, el 20 de junio de 2021 firma por el KK Igokea de la Liga de baloncesto de Bosnia y Herzegovina. En las filas del conjunto bosnio promedia 12,7 puntos y 6,8 asistencias en la Basketball Champions League.
El 22 de enero de 2022, firma por el Fenerbahçe de la Basketbol Süper Ligi.
El 19 de junio de 2022, firma por el Darüşşafaka Basketbol de la Basketbol Süper Ligi.
El 25 de julio de 2023, firma por el Morabanc Andorra de la Liga Endesa.
El 26 de diciembre de 2023 fichó por el Petkim Spor de la Basketbol Süper Ligi (BSL).
El 9 de agosto de 2024 fichó por el también equipo turco del ONVO Büyükçekmece.